# Chionaema sumatrensis
Chionaema sumatrensis là một loài bướm đêm thuộc phân họ Arctiinae, họ Erebidae.